# Ludwik Gędłek
Ludwik Gędłek (ur. 30 czerwca 1847 w Krakowie, zm. 15 lutego 1904 w Wiedniu) – polski malarz.

## Życiorys
Studiował 1861–1872 w Szkole Sztuk Pięknych w Krakowie u Władysława Łuszczkiewicza i dzięki uzyskanemu stypendium kontynuował studia w latach 1872–1877 w Akademii Sztuk Pięknych w Wiedniu u Eduarda Peithnera von Lichtenfelsa i Carla Wurzingera. Po ukończeniu studiów zamieszkał na stałe w Wiedniu, ale utrzymywał ożywione kontakty z krajem.
Po raz pierwszy wystawiał obrazy w 1863 na wystawie krakowskiego Towarzystwa Przyjaciół Sztuk Pięknych, a następnie na wystawach Towarzystwa Przyjaciół Sztuk Pięknych we Lwowie, w salonie Krywulta w Warszawie oraz w Dreźnie.
Specjalizował się w technice olejnej. Mimo pobytu w Wiedniu tworzył obrazy o tematyce związanej z życiem wsi polskiej i dziejami Polski. Ulubionym motywem jego dzieł były konie. Znaczna część jego obrazów znalazła się w zbiorach austriackich, a także w prywatnych zbiorach polskich. 
Kilka obrazów znajduje się w zbiorach Muzeum Narodowego w Warszawie i Lwowskiej Galerii Sztuki, a także w Muzeum Polskim w Chicago.